# Partia Ludowa (Serbia)
Partia Ludowa (serb. Narodna stranka / Народна странка, NS) – serbska partia polityczna o profilu liberalno-konserwatywnym.

## Historia
Powstanie partii zainicjował w 2017 Vuk Jeremić, który w tym samym roku bezskutecznie kandydował w wyborach prezydenckich. Formalnie powstała poprzez przerejestrowanie ugrupowania NPS kierowanego przez posła Miroslava Aleksicia, który został jednym z liderów nowej formacji. Przystąpili do niej również m.in. Sanda Rašković Ivić i generał Zdravko Ponoš.
W 2018 NS współtworzyła porozumienie ugrupowań opozycyjnych nazwane Sojusz dla Serbii; koalicja ta zbojkotowała wybory parlamentarne w 2020, uznając je za niedemokratyczne. W tym samym roku partia dołączyła do nowej koalicji UOPS zrzeszającej stronnictwa sprzeciwiające się polityce Aleksandara Vučicia, która to koalicja została rozwiązana po kilku miesiącach. W listopadzie 2021 doszło do utworzenia kolejnego bloku opozycyjnego z udziałem Partii Ludowej (a także m.in. Partii Wolności i Sprawiedliwości oraz Partii Demokratycznej) celem wspólnego udziału w 2022 w wyborach prezydenckich i parlamentarnych. Sojusz przyjął nazwę Zjednoczeni dla Zwycięstwa Serbii, Vuk Jeremić zrezygnował z ubiegania się o mandat deputowanego, na liście znaleźli się natomiast inni kandydaci partii. Koalicja uzyskała około 14% głosów, do parlamentu weszło 12 kandydatów rekomendowanych przez NS. W 2023 Miroslav Aleksić opuściła partię, po czym reaktywował Ludowy Ruch Serbii.
Partia startowała samodzielnie w kolejnych wyborach w 2023, nie przekraczając wyborczego progu. W grudniu tego samego roku Vuk Jeremić ustąpił z funkcji jej przewodniczącego.